# Qamdo (Stadt)
| Tibetische Bezeichnung                      |
| ------------------------------------------- |
| Tibetische Schrift: ཆབ་མདོ་ས་ཁུལ་             |
| Wylie-Transliteration: chab mdo grong khyer |
| Offizielle Transkription der VRCh: Qamdo    |
| Andere Schreibweisen: Chamdo, Chabdo        |
| Chinesische Bezeichnung                     |
| Traditionell: 昌都市                        |
| Vereinfacht: 昌都市                         |
| Pinyin:Chāngdū Shì                          |

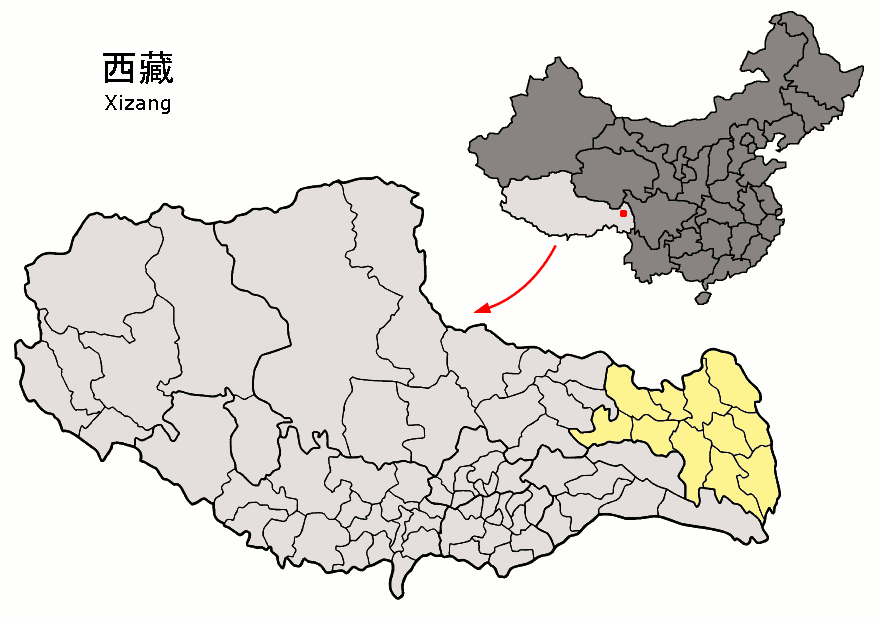
Lage von Qamdo (gelb) in Tibet (hellgrau)

Qamdo (Chamdo, tibetisch: ཆབ་མདོ་ས་ཁུལ་, Wylie-Umschrift: chab mdo; chinesisch 昌都市, Pinyin Chāngdū Shì) ist eine bezirksfreie Stadt im Osten des Autonomen Gebiets Tibet in der Volksrepublik China. Am 20. Oktober 2014 genehmigte der Staatsrat der Volksrepublik China die Umwandlung des bisherigen Regierungsbezirks Qamdo in eine bezirksfreie Stadt. Das Verwaltungsgebiet Qamdos hat eine Fläche von 108.676 km² und 760.966 Einwohner (Stand: Zensus 2020). Regierungssitz der Stadt ist die Großgemeinde Chengguan im Stadtbezirk Karub.

## Administrative Gliederung
| Name              | Tibetisch   | Wylie             | Chinesisch | Pinyin        | Fläche     | Einwohnerzahl (Stand: Zensus 2020) |
| ----------------- | ----------- | ----------------- | ---------- | ------------- | ---------- | ---------------------------------- |
| Stadtbezirk Karub | མཁར་རོ་ཆུས།་  | mkhar ro chus     | 卡若区     | Kǎruò Qū      | 10.791 km² | 148.511                            |
| Kreis Jomda       | འཇོ་མདའ་རྫོང་  | 'jo mda' rdzong   | 江达县     | Jiāngdá Xiàn  | 13.137 km² | 92.800                             |
| Kreis Gonjo       | གོ་འཇོ་རྫོང་    | go 'jo rdzong     | 贡觉县     | Gòngjué Xiàn  | 6.326 km²  | 40.009                             |
| Kreis Riwoqê      | རི་བོ་ཆེ་རྫོང་   | ri bo che rdzong  | 类乌齐县   | Lèiwūqí Xiàn  | 6.339 km²  | 58.856                             |
| Kreis Dêngqên     | སྟེང་ཆེན་རྫོང་   | steng chen rdzong | 丁青县     | Dīngqīng Xiàn | 12.343 km² | 98.677                             |
| Kreis Zhag’yab    | བྲག་གཡབ་རྫོང་  | brag g-yab rdzong | 察雅县     | Cháyǎ Xiàn    | 8.260 km²  | 57.065                             |
| Kreis Baxoi       | དཔའ་ཤོད་རྫོང་  | dpa' shod rdzong  | 八宿县     | Bāsù Xiàn     | 12.345 km² | 43.538                             |
| Kreis Zogang      | མཛོ་སྒང་རྫོང་   | mdzo sgang rdzong | 左贡县     | Zuǒgòng Xiàn  | 11.868 km² | 46.608                             |
| Kreis Markam      | སྨར་ཁམས་རྫོང་  | smar khams rdzong | 芒康县     | Mángkāng Xiàn | 11.557 km² | 79.001                             |
| Kreis Lhorong     | ལྷོ་རོང་རྫོང་    | lho rong rdzong   | 洛隆县     | Luòlóng Xiàn  | 8.027 km²  | 53.185                             |
| Kreis Banbar      | དཔལ་འབར་རྫོང་ | dpal 'bar rdzong  | 边坝县     | Biānbà Xiàn   | 8.803 km²  | 42.716                             |

## Ethnien
Bei der Volkszählung 2020 setzte sich die ständige Bevölkerung der Stadt aus 709.467 Tibetern (93,2 %), 4.940 Angehörigen anderer ethnischer Minderheiten (0,6 %) und 46.559 Han (6,1 %) zusammen. Im Vergleich zur vorangegangenen Volkszählung 2010 wuchs die tibetische Bevölkerung um 81.816 Personen, die anderer ethnischer Minderheiten um 911 und die Han-Bevölkerung um 20.734.

## Sonstiges
Etwa 126 km südlich der Großgemeinde Chengguan befindet sich der Flughafen Qamdo-Bamda.